# Convento e chiesa di Santo Stefano degli Agostiniani
La chiesa di Santo Stefano degli Agostiniani si trova nel centro storico di Empoli, in provincia di Firenze, diocesi della medesima città.

## Storia

### Il convento e la chiesa
I frati agostiniani si trasferirono all'interno delle mura della città di Empoli nel 1367, prendendo possesso dell'area in cui, immediatamente dopo il loro trasferimento, si cominciò ad erigere anche la chiesa che si dispose parallelamente all'attuale via dei Neri, cosa che impedì la realizzazione di una facciata aperta su una piazza.
L'edificio fu terminato probabilmente nel 1432, anno della morte del priore Michele da Firenze, che molto si prodigò per la sua costruzione ed oggi è commemorato all'interno con un sepolcro terragno.
Nel secolo XVIII subì radicali ristrutturazioni, con la creazione delle cappelle laterali. Nei progetti originali sarebbe dovuta anche essere costruita una cupola al centro del transetto
Con la soppressione del 1808 i frati lasciarono l'edificio che, divenuto proprietà demaniale ma con l'obbligo gestionale da parte del comune, fu adibito a scuola.
Durante la seconda guerra mondiale il complesso architettonico subì gravi danni in quanto i tedeschi in ritirata fecero brillare l'alta torre campanaria seicentesca che franò rovinosamente sulla parte orientale della chiesa distruggendo gran parte degli affreschi di Masolino da Panicale.
Dopo la ristrutturazione, che però mancò della ricostruzione della torre, l'edificio di culto è stato di nuovo restituito all'autorità religiosa per il culto mentre gli spazi del complesso conventuale, di proprietà comunale, sono utilizzati per mostre temporanee e adibiti al servizio della biblioteca adiacente.

### La torre campanaria
La chiesa del convento possedeva anche una torre campanaria. I terreni per la sua edificazione furono acquistati dai frati Agostinaini nel 1618 ma la sua costruzione viene portata a termine tra 1684 e il 1686; progettista dell'opera fu Jacopo Landini il quale si ispirò, per la sua realizzazione, al campanile della basilica di Santo Spirito a Firenze anch'essa facente parte di un convento agostiniano. Nel 1775 il mastro campanaio Domenico Antonio Cari procedette alla sostituzione sia della campana principale che delle due minori ormai logore per l'uso. Nel 1845 un fulmine colpì la cuspide della torre campanaria arrecandovi ingenti danni. L'anno successivo (1846), dopo varie proposte progettuali, un'apposita commissione cittadina optò per l'attuazione di un progetto che imponeva sostanziali modifiche al terzo ordine della torre dove il fulmine aveva fatto più danni. Le nuove linee del campanile riproponevano quelle del campanile di Santa Maria del Fiore progettato da Giotto. L'ultimo atto cronologico di questa opera architettonica l'abbiamo nel 1944 quando l'esercito tedesco, in ritirata verso nord, fece brillare i 46 metri della torre che franarono rovinosamente sulla chiesa e sull'adiacente antico teatro Salvini. Il monumento non fu più ricostruito.

## Descrizione

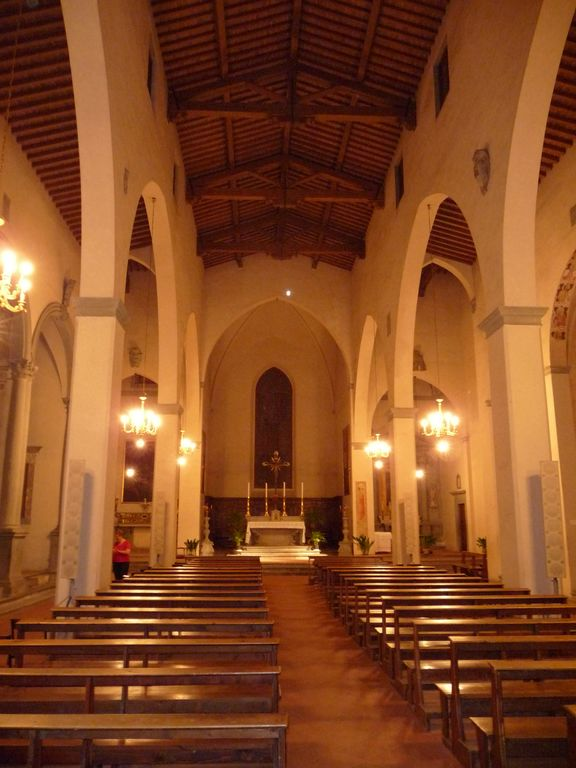
Navata centrale

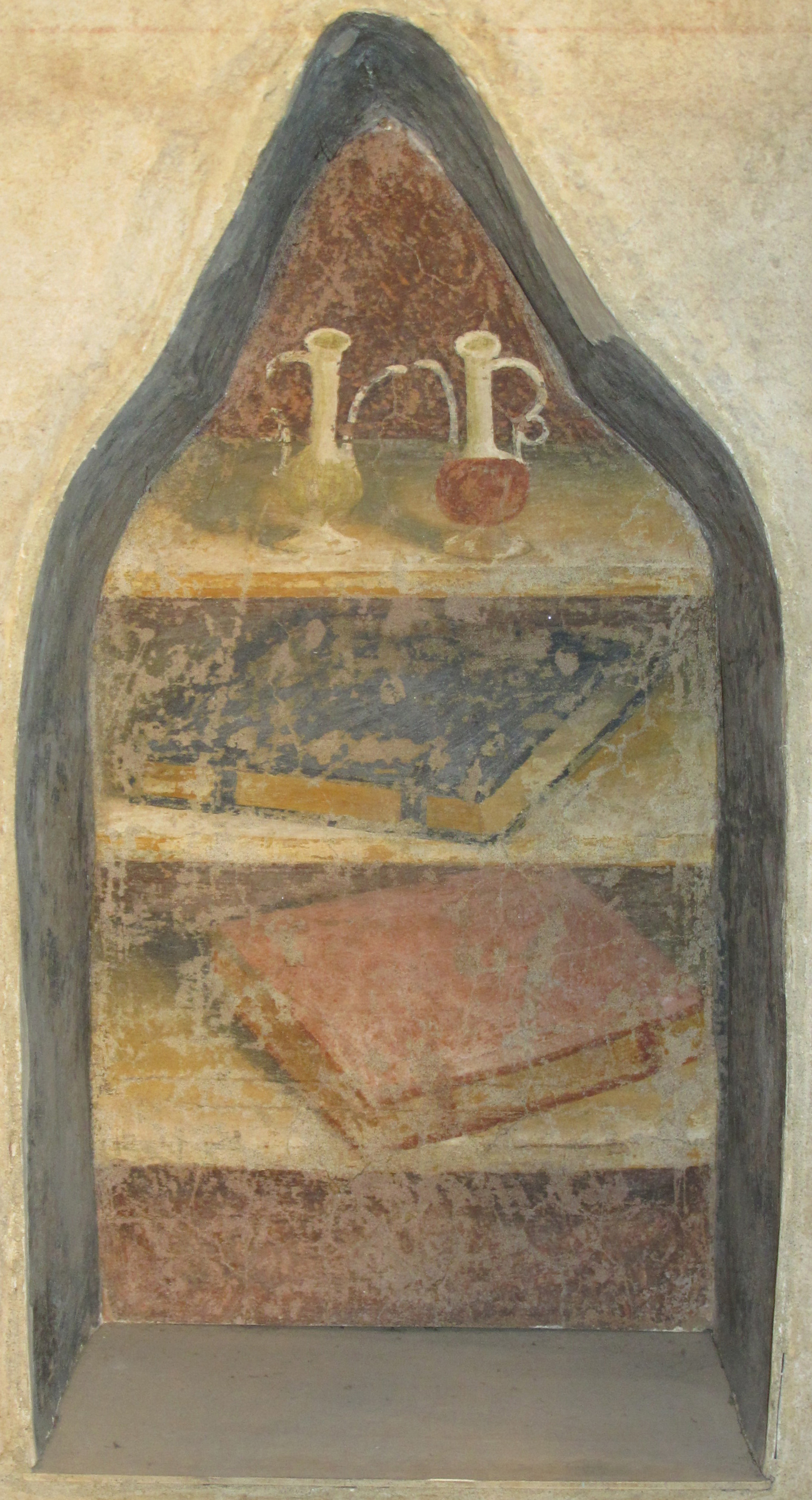
Masolino, Cappella di sant'Elena, "repositorio".

Dal momento che la chiesa fu costruita parallelamente all'attuale via de Neri, l'esterno della chiesa si risolve in un semplice e lungo fianco sul quale si apre l'unico portale tardo trecentesco di accesso diretto alla chiesa (al suo transetto sinistro) che tuttavia si trova in fondo a via Santo Stefano, dando così alla chiesa una sua visibilità, pur mancando di una facciata monumentale aperta su una piazza. Sul fianco si vedono anche le tracce delle antiche finestre gotiche, un altro più piccolo portale di accesso alla chiesa e un ultimo portale con timpano spezzato che dava accesso al convento.
L'interno, coperto con volte a crociera nella navata centrale, è scandito da massicci pilastri che sostengono ampi ed alti archi gotici che la dividono in tre navate con cinque cappelle a destra e quattro a sinistra. L'ambiente è concluso da tre cappelle absidali.
La struttura è ampliata da due grandi oratori, dove avevano sede la Compagnia della Croce e la Compagnia della Santissima Annunziata, le quali disponevano di queste cappelle autonome e riservate attigue alla chiesa e con essa comunicanti.

### Le cappelle
La Cappella di Sant'Elena o della Croce, la prima a destra, fu acquistata nel 1397 dalla Compagnia della Croce, dalla Veste Nera: l'ambiente fu ornato molto rapidamente, già nel 1399, da un trittico di Lorenzo di Bicci che recava al centro una Crocifissione con dolenti di cultura orcagnesca oggi al Museo della Collegiata di Sant'Andrea e due scomparti laterali documentati, ma non rintracciati. Poco dopo la cappella fu dotata anche di una vetrata, saldata nel 1402. Più tardi la cappella fu decorata da Masolino con affreschi con le Storie della vera Croce, per i quali il pittore fu saldato, come risulta dai documenti, nel 1424. La decorazione fu quasi del tutto distrutta dai rimodernamenti del 1792. Rimangono visibili solo alcuni frammenti nella parte inferiore delle pareti con la raffigurazione parziale di "logge" prospettiche, il noto neogiottesco repositorio con ampolle e libri, una serie di figure di Santi nel sottarco, opera di collaborazione, però, con un allievo o seguace, probabilmente Francesco d'Antonio. Una seppur parziale lettura del ciclo, che dovette riprendere quello di medesimo soggetto di Agnolo Gaddi in Santa Croce, è possibile grazie alle sinopie ancora in loco sulle pareti laterali. Da esse e dai frammenti rimasti si nota la principale novità degli affreschi rappresentata dalla costruzione compositiva e spaziale: un semplice, basso zoccolo di carattere illusionistico introduce alle scene che si articolano ed appaiono sfondate senza essere più costrette in cornici e divisioni architettoniche dipinte di tradizione trecentesca, soluzione questa che facilitò la realizzazione di scene pittoriche senza soluzione di continuità e che appare ripresa da molte decorazioni murali profane del Nord Italia. Sulla parete destra si possono scorgere la Regina di Saba in adorazione del legno e l'Incontro fra la Regina di Saba e Salomone, l'Estrazione del legno dalla probatica piscina e la Fabbricazione della Croce e la Prova della Vera Croce. Sulla parete sinistra erano rappresentate le scene di Elena che porta la Croce a Gerusalemme, di Cosroè adorato nel Tempio e del Sogno di Eraclio, della Decapitazione di Cosroè e dell'Ingresso di Eraclio a Gerusalemme. Mentre la parete di fondo non è leggibile, sulla volta erano raffigurate nelle quattro vele altrettante differenti rappresentazioni di Cristo: il Volto Santo, un Ecce homo eucaristico, il Cristo portacroce e il Cristo risorto.
La seconda cappella a destra potrebbe essere forse identificata con quella che conteneva in origine un trittico di Lorenzo di Bicci databile al 1395 - 1400 circa e documentata almeno nel 1416, di cui rimangono lo scomparto centrale con la Madonna della Cintola oggi nel Museo della Collegiata, un'altra tavola con San Nicola da Tolentino oggi nelle collezioni della Cassa di Risparmio di San Miniato e uno scomparto di predella in collezione privata. Le prime due cappelle avevano quindi trittici tipologicamente simili e dello stesso autore, sintomo di una iniziale volontà di uniformità decorativa delle cappelle.
La quinta cappella dà accesso alla Cappella del Santissimo Sacramento che dal 1505 è l'Oratorio della Compagnia della Croce: per l'altare di esso Ludovico Cardi detto il Cigoli aveva eseguito una Deposizione, oggi a Palazzo Pitti e sostituita da una copia di Anton Domenico Gabbiani al tempo del Granduca Ferdinando II.
La cappella della Maddalena, quarta a destra, di patronato dei Guidarrighi conserva affreschi con storie della vita della santa di Stefano d'Antonio, collaboratore di Bicci di Lorenzo.

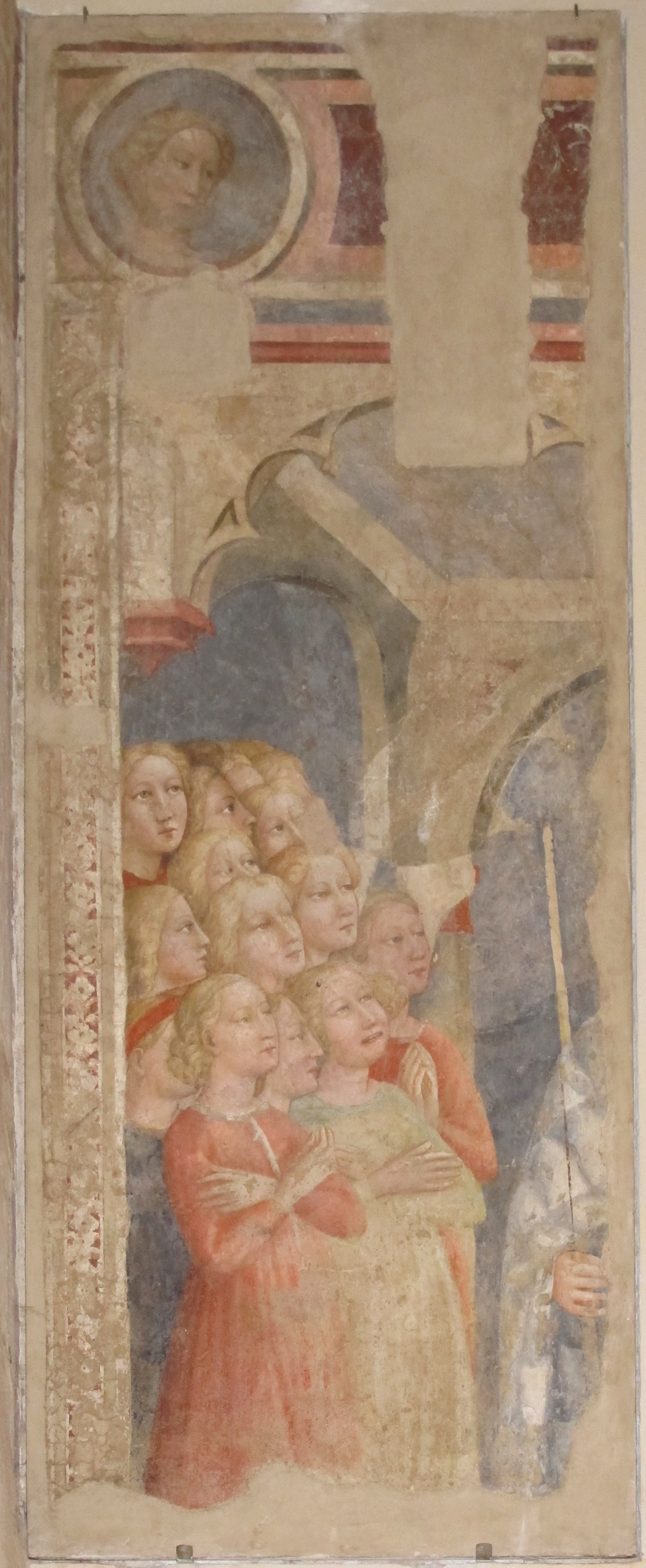
Masolino, La Leggenda della Messa miracolosa durante la festa della Candelora (?), 1424 ca.

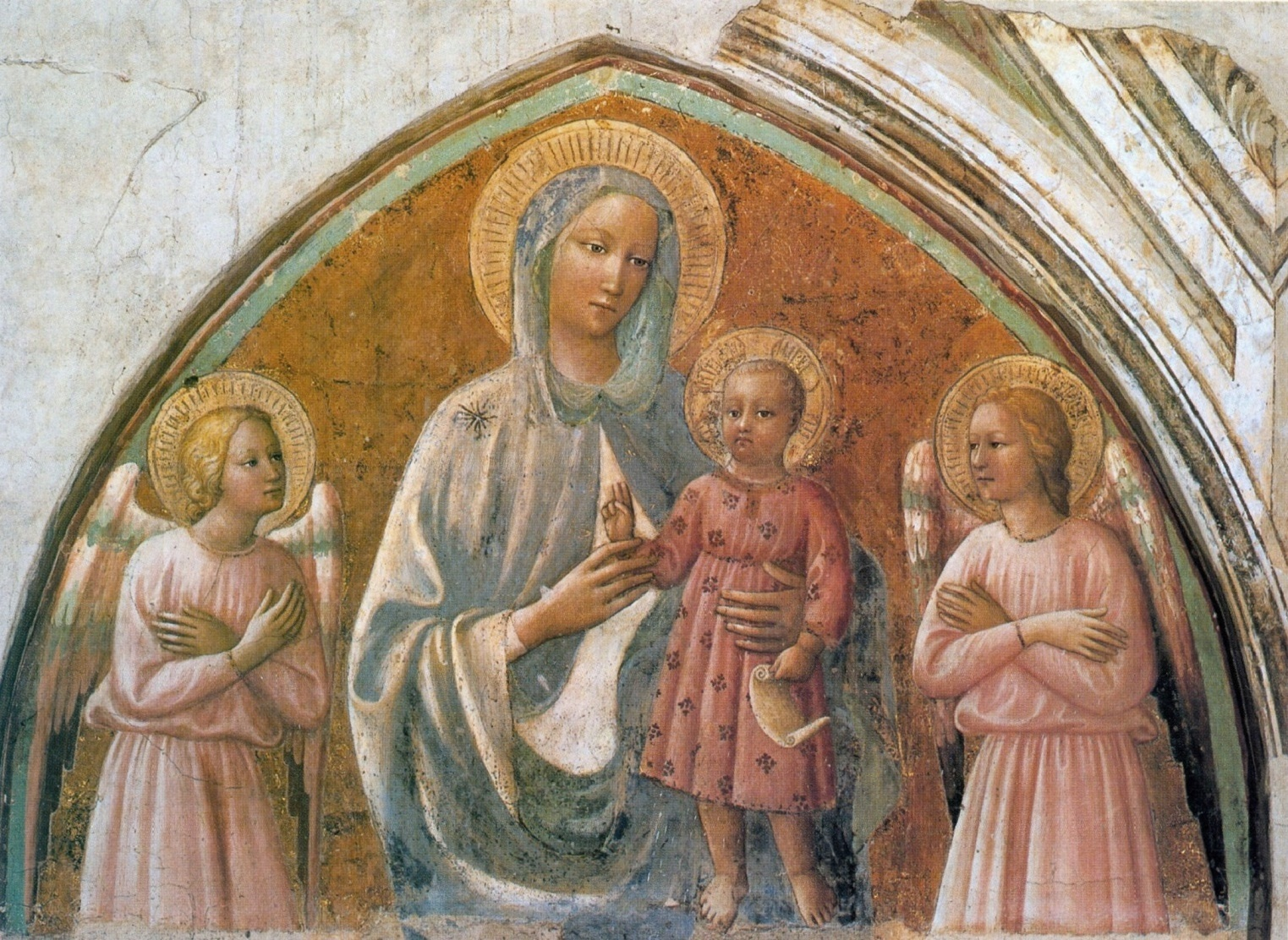
Masolino, Vergine col Bambino tra Angeli.

Il transetto destro conserva solo in minima parte la decorazione antica quattrocentesca: di Masolino è ancora visibile la lunetta affrescata con la Vergine col Bambino tra Angeli, posta sopra la porta di accesso alla sagrestia, e sulla parete destra l'affresco con il cosiddetto  Sant'Ivo e i pupilli, tradizionalmente datati al 1424 quando il pittore riceve pagamenti per la cappella della Compagnia della Croce, ma da scalarsi diversamente nel tempo. L'architrave sotto la lunetta mostra ancora lo stemma Federighi, un esponente del quale, Matteo, avevo disposto, alla sua morte nel 1401, la fondazione di una cappella dedicata a San Matteo. Il cugino Carlo Federighi, giurista e diplomatico, si occupò di dare compimento alle volontà di Matteo, commissionando probabilmente nel febbraio del 1423, al ritorno di un suo impegno diplomatico, l'affresco a Masolino. Nel 1661 la lunetta fu incastonata in un altare lapideo barocco, al centro di una tela di Giacinto Botteghi oggi nel presbiterio, allestimento che comportò la chiusura della porta attualmente ripristinata e l'apertura di un'altra a lato e che fu smantellato. Carlo Federighi si sarà presumibilmente occupato anche di commissionare un'opera per l'altare maggiore della cappella, che è stata identificata nel trittico con la Madonna col Bambino in trono e, nei laterali, i Santi Matteo e Caterina d'Alessandria, e i Santi Giovanni Battista ed Agostino, oggi nel Museo della Collegiata di Sant'Andrea, opera del 1415 circa di Lorenzo Monaco, con la collaborazione negli scomparti laterali, di Paolo Schiavo o, più probabilmente, di Francesco d'Antonio, entrambi allievi di Lorenzo Monaco.
Il resto della decorazione fu affrescata, oltre che da Masolino, anche da Bicci di Lorenzo che tra 1423 e 1424 formò una società con il collega. I frammenti di affresco con cornici e decorazioni architettoniche presso gli angoli della parete lunga e alcune tracce di sinopie sono ascrivibili proprio a Bicci. Il frammento affrescato sulla parete destra, incongruente dal punto di vista iconografico con la rappresentazione di Sant'Ivo tra i pupilli, è stato ipoteticamente identificato con un raro soggetto riportato da Jacopo da Varazze tra i miracoli avvenuti durante la festa della Presentazione di Gesù al Tempio: la Leggenda della Messa miracolosa durante la festa della Candelora. La rappresentazione non dovette occupare tutta la parete così che non è possibile sapere cosa fosse raffigurato nella restante area della parete.
Nel transetto destro esisteva anche un altare dedicato a San Raffaele corredato di un trittico con l'Arcangelo Raffaele affiancato da due laterali con i Santi Ansano e Apollonia e con i Santi Michele Arcangelo e Tobia, attribuiti al Maestro di Signa (1445 circa) ed oggi al Museo della Collegiata di Sant'Andrea.
La cappella a destra della maggiore dedicata alla Santissima Annunziata fu affrescata da Gherardo Starnina con un ciclo di Storie della Vergine (1409), di cui restano alcuni frammenti staccati e ricoverati nel Museo della collegiata di Sant'Andrea. Gli affreschi dello Starnina dovettero andare distrutti nel rinnovamento realizzato tra 1599 e 1600 quando la cappella, dedicata alla Purificazione di Maria, ricevette un nuovo altare di gusto manierista ancora in loco. In passato questo inquadrava una tela del 1604 di Jacopo Chimenti detto l'Empoli con la Presentazione al Tempio, distrutta durante l'ultima guerra, mentre ora ospita una copia antica del San Giovanni Battista di Caravaggio oggi al Museo Nelson-Atkins di Kansas City. Da questa cappella si accede all'Oratorio della Compagnia della Santissima Annunziata, che conserva ancora all'altare il gruppo dell'Annunciazione di Bernardo Rossellino, eseguito tra 1446 e 1447.
Sul pilastro destro all'ingresso della cappella maggiore è ancora visibile il frammento di un affresco con un San Giacomo, attribuibile a Lorenzo di Bicci e databile tra la fine del Trecento e l'inizio del Quattrocento, forse l'unico resto della decorazione del presbiterio, di cui forse era un coevo polittico all'altare maggiore documentato fino alla fine del Cinquecento.
La cappella di San Nicola da Tolentino, prima a sinistra, conserva un dipinto di Bicci di Lorenzo con San Nicola da Tolentino che protegge Empoli dalla peste, commissionato dal priore Nicola da Roma nel 1445, con una veduta tra le più antiche della città. Nel 1634 il dipinto allungato verticalmente, proveniente probabilmente da un altare collocato ad un pilastro, fu incorniciato con una tela raffigurante una Madonna del Rosario di Francesco Furini, su commissione di Piero di Giovanni Verdiani. L'opera di Bicci di Lorenzo è stata ricollocata al centro della tela del Furini solamente nel 1990, dopo che per decenni era stata esposta nel Museo della Collegiata di Sant'Andrea.
La cappella di Santa Caterina, di patronato degli Scarlini, presenta un importante insieme pittorico secentesco: essa fu decorata con affreschi di Ottavio Vannini raffiguranti Dio Padre nella volta e gli Evangelisti nelle lunette, eseguiti probabilmente nel 1622 - 23 circa, comunque entro il 1627, data riportata nella lapide dedicatoria dell'altare. In esso, al di sotto degli affreschi del campione secentesco del disegno fiorentino, inondati da una luce polita e meridiana, si trova la tela con il Martirio di santa Caterina del senese Rutilio Manetti, firmata e datata 1627, nella quale sono protagonisti espressività accese e chiaroscuri teatrali derivati dal caravaggismo dell’Hontorst e di Bartolomeo Manfredi. Il contrasto, o l'accostamento, era già stato sperimentato in ambito mediceo, mostrando l'aggiornamento di gusto di questo ambiente e la sua importanza.
La cappella dell'Assunta fu ristrutturata dalla famiglia Neri nel 1654, e vi si trova la Madonna assunta tra i santi Filippo Neri, Nicola da Tolentino, Giovanni Gualberto e Lorenzo opera di Mario Balassi (documentata nel 1659).
Nella cappella del Presbiterio, a sinistra dell'altare maggiore, si trova l'Adorazione dei pastori di Domenico Cresti detto il Passignano (1621).
Nella cappella della Purificazione si trovava la pala di Jacopo Chimenti detto l'Empoli con una Presentazione al Tempio, distrutta durante l'ultima guerra: oggi è sostituita da una copia antica del San Giovanni Battista del Caravaggio (l'originale è alla Nelson Gallery of Art di Kansas City).
In chiesa è presente anche una tela con l'Invenzione della Vera Croce attribuita a Tommaso Gorini, proveniente dalla Cappella di Sant'Elena e forse degli anni sessanta del Seicento.

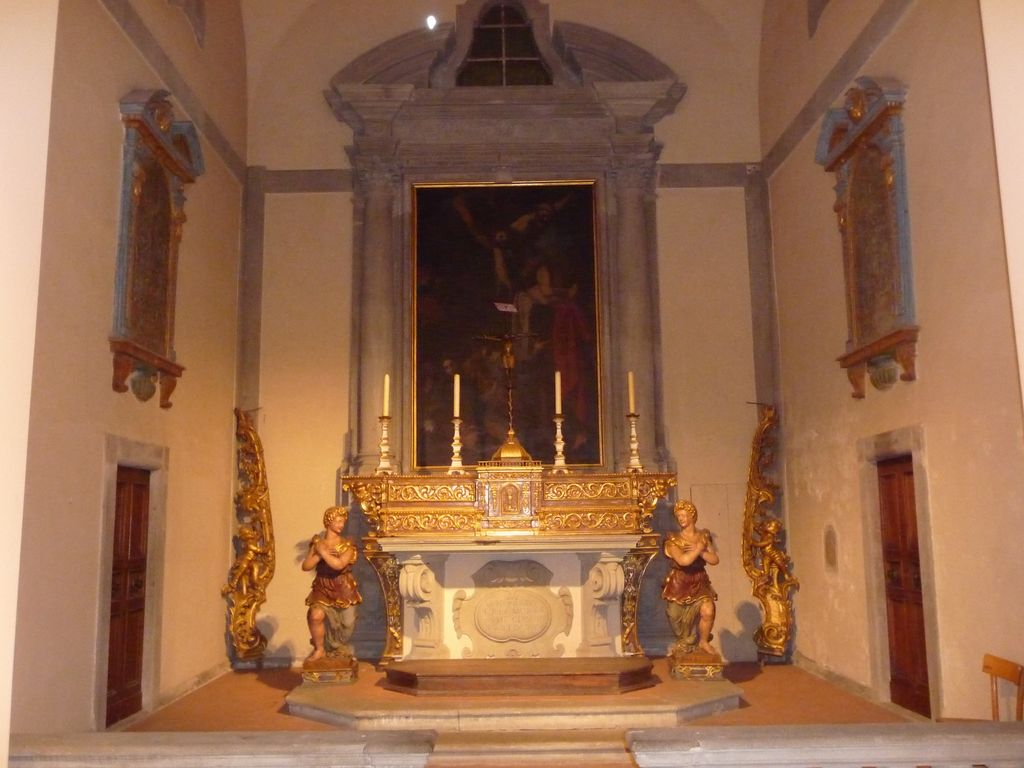
Cappella del Santisimo Sacramento con al centro la Deposizione di Anton Domenico Gabbani copia dellominima opera di Ludovico Cardi, oggi a Palazzo Pitti.
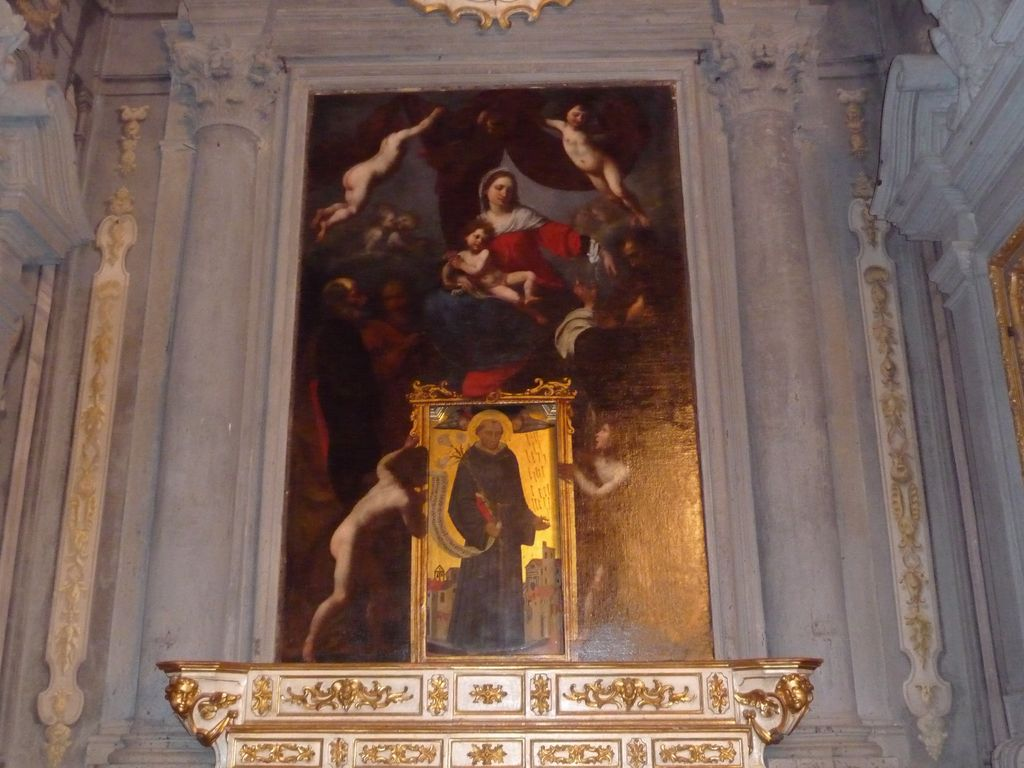
Cappella di San Nicola da Tolentino, Francesco Furini, Madonna del rosario, 1634, con all'interno, Bicci di Lorenzo, San Nicola da Tolentino che protegge Empoli dalla peste, 1445
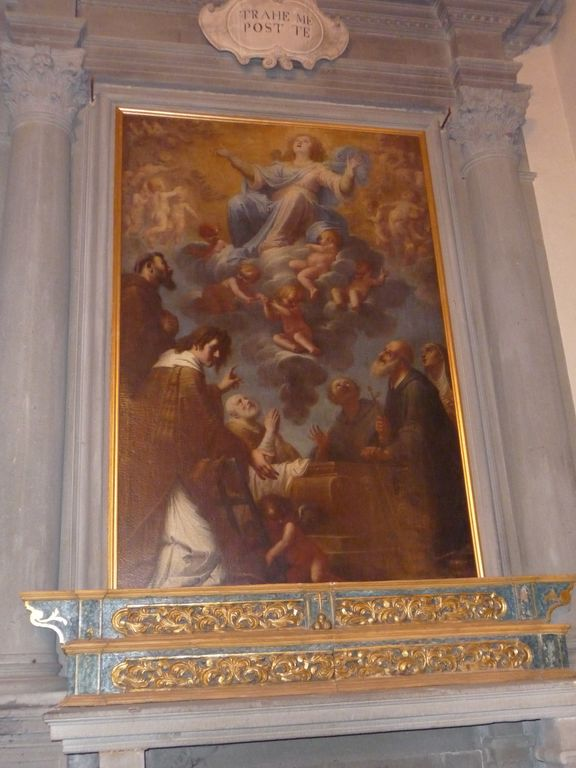
Cappella dell'Assunta, Mario Balassi, Madonna assunta tra i santi Filippo Neri, Nicola da Tolentino, Giovanni Gualberto e Lorenzo, 1659

### Il chiostro e il refettorio
Adiacente all'edificio ecclesiastico si sviluppa il chiostro di gusto rinascimentale, impostato su due livelli: la parte inferiore consta di una serie di arcate a tutto sesto poggianti su colonne; la parte superiore è una loggia, in parte ancora aperta.
Dal chiostro si può accedere ai vari ambienti dell'antico complesso agostiniano, tra i quali il refettorio, affrescato nel 1780 (datato) dal pittore fucecchiese Alessandro Masini e restaurato nel 1994: oggi la stanza è adibita a mostre temporanee e ad auditorium. 

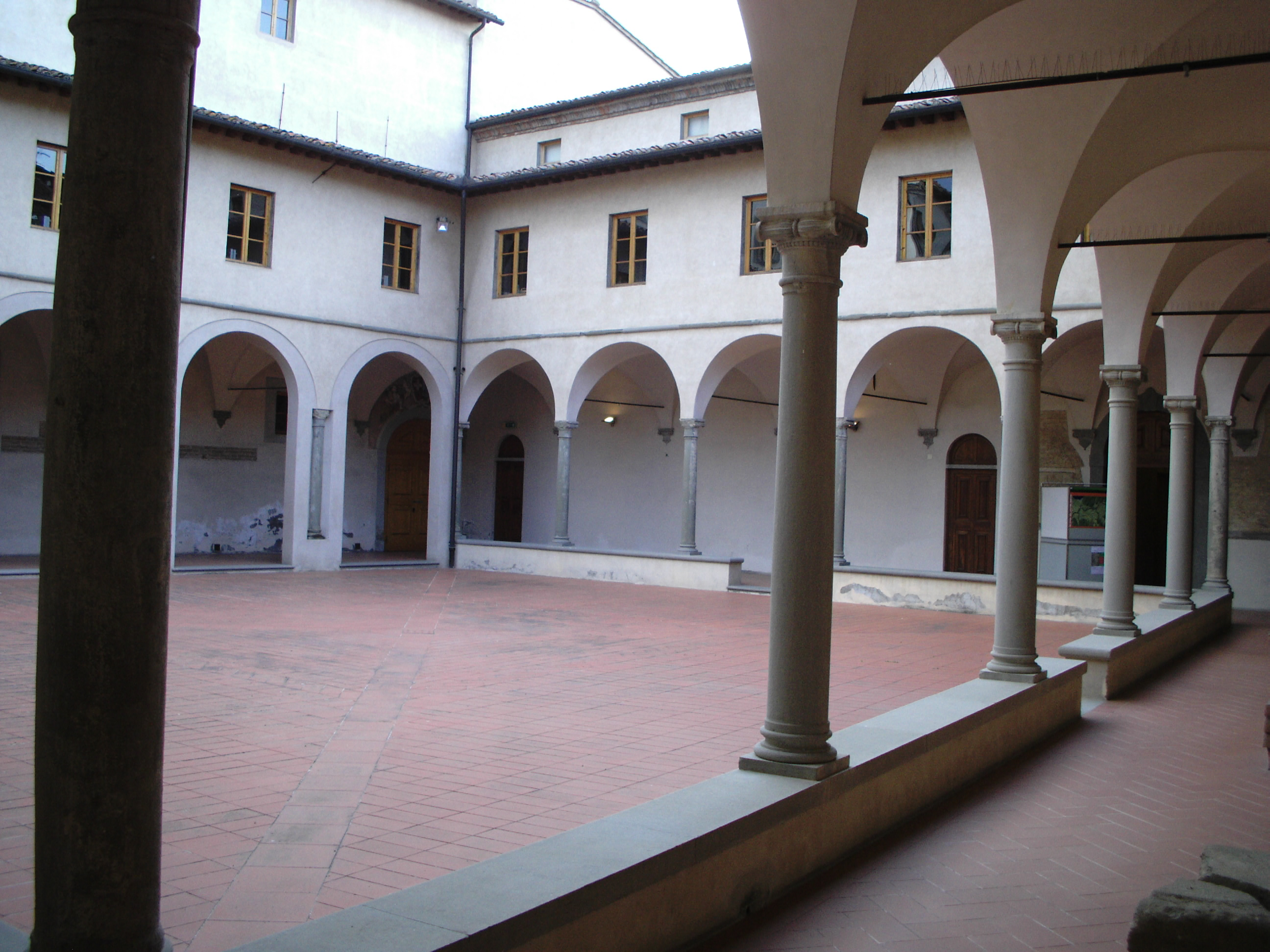
Il chiostro
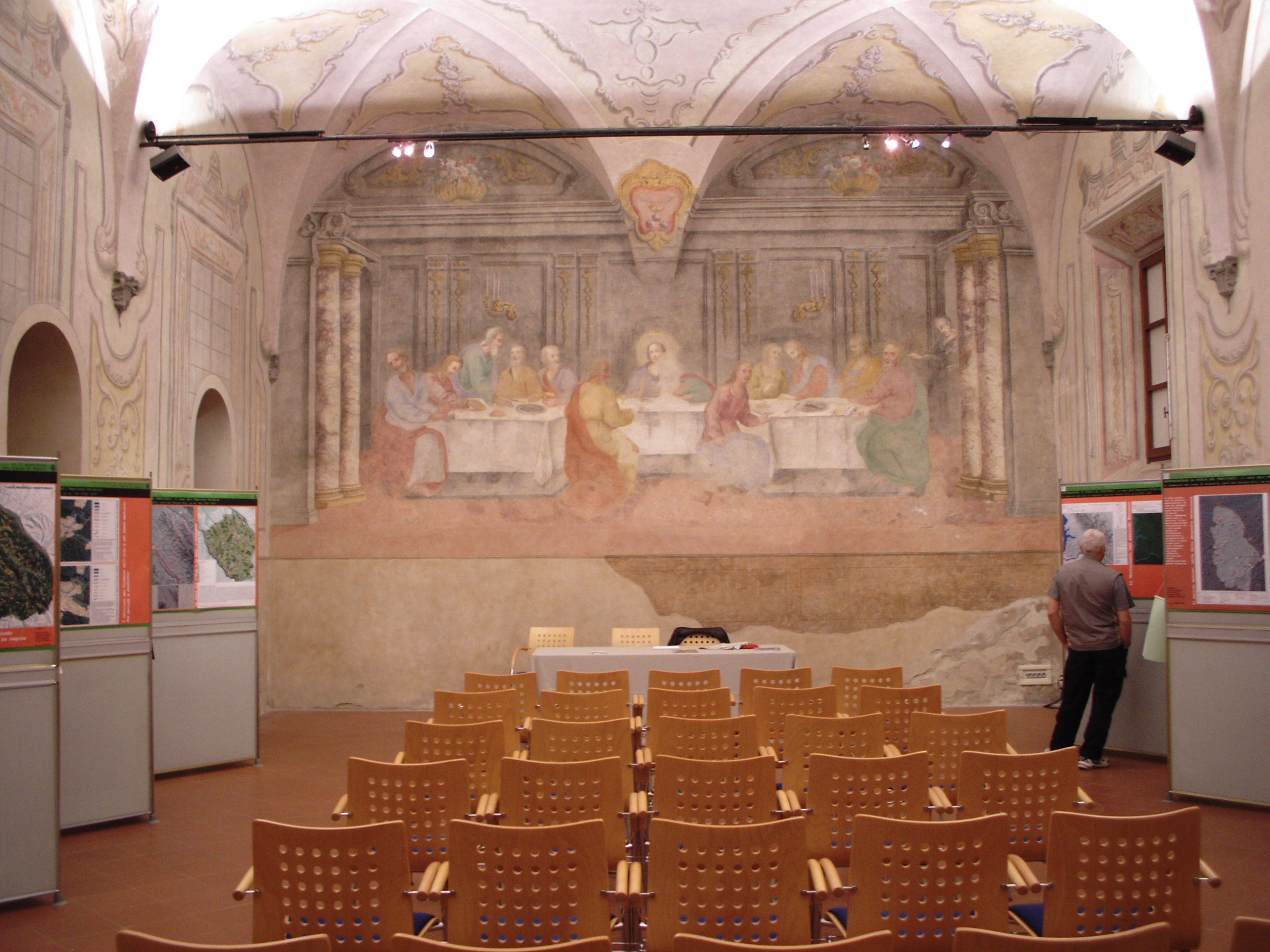
Refettorio

## Galleria d'immagini

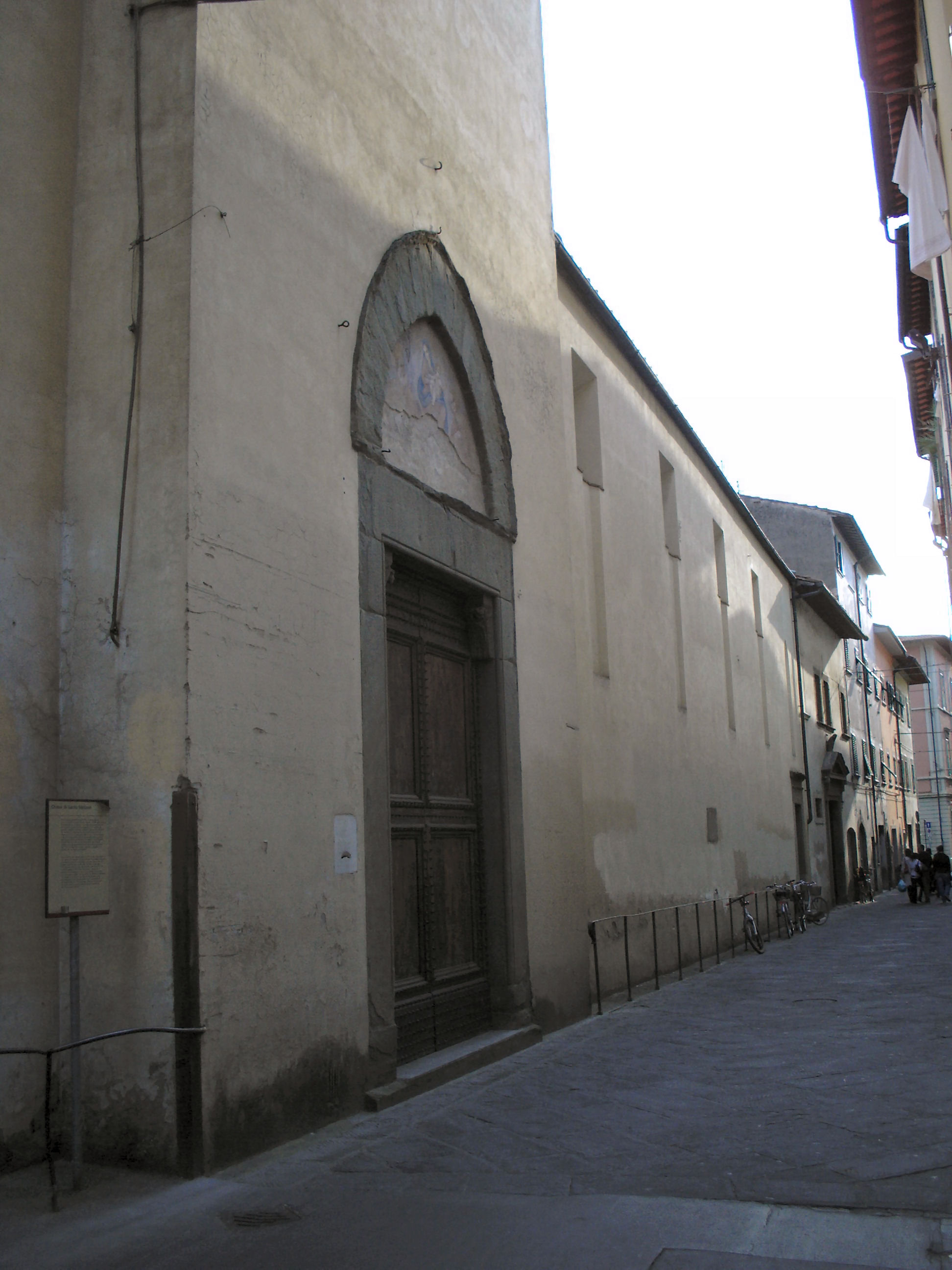
Altra veduta dell'esterno
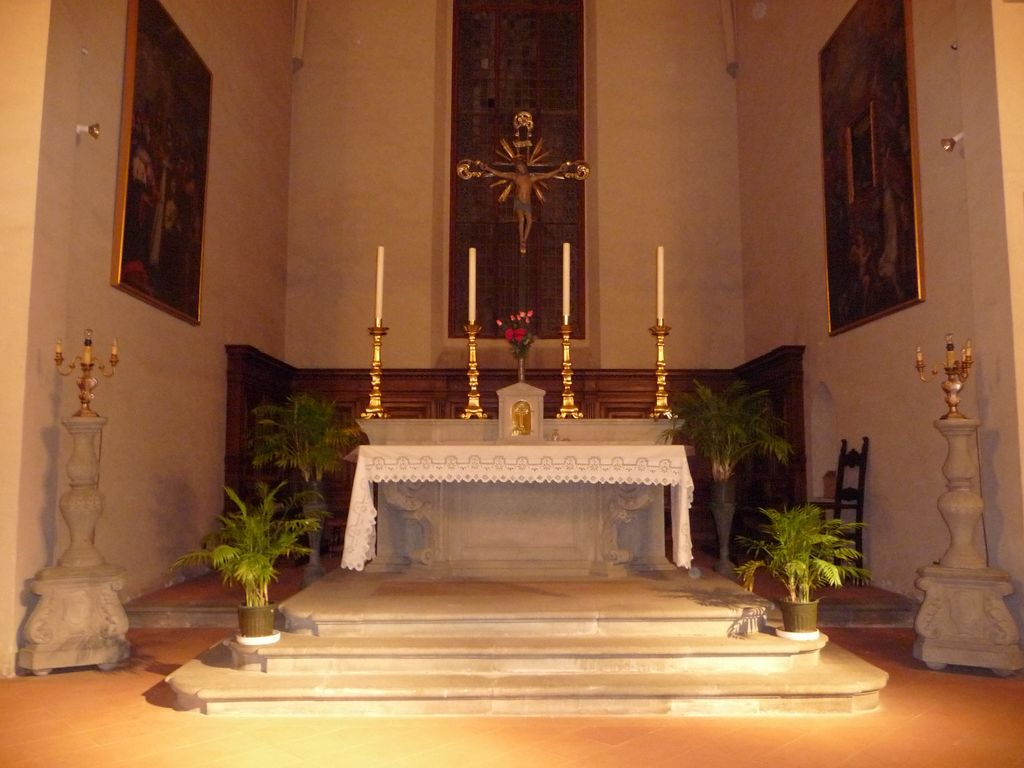
Altare maggiore
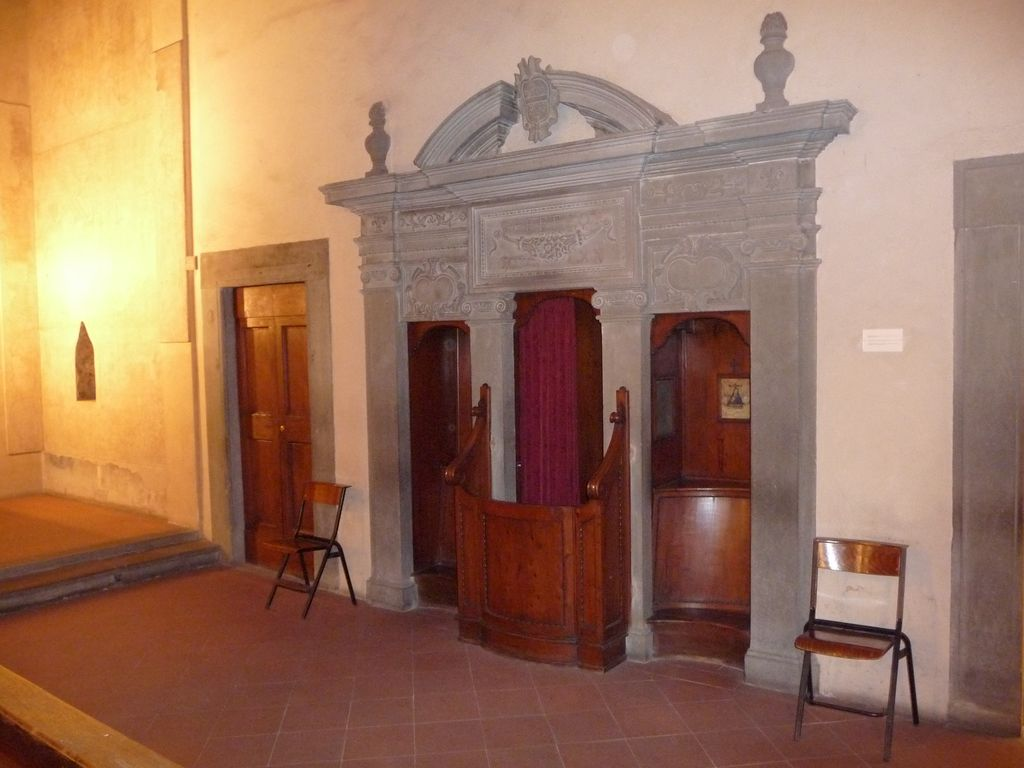
Confessionale
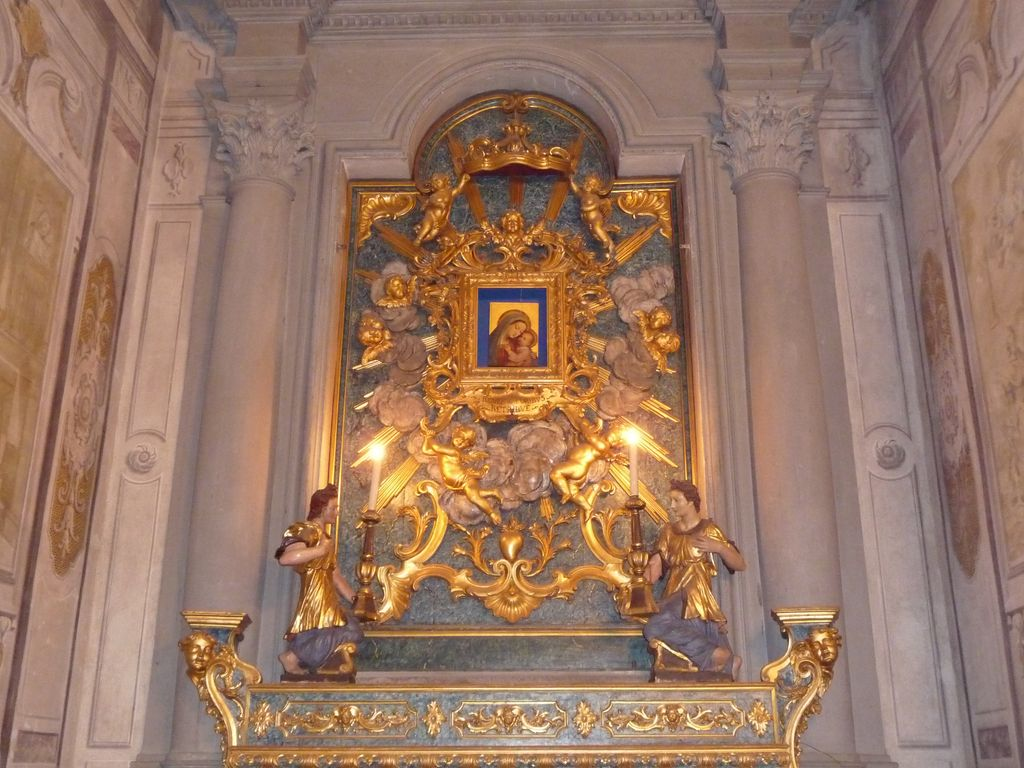
Madonna
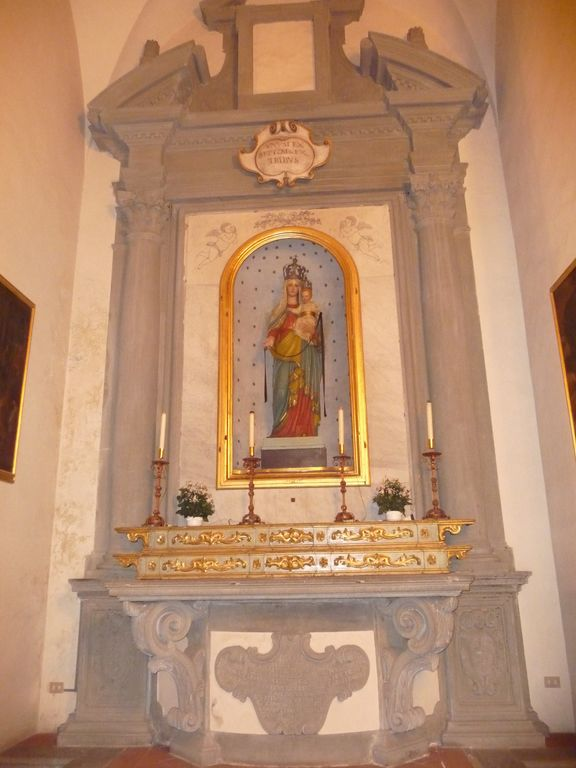
Madonna con bambino
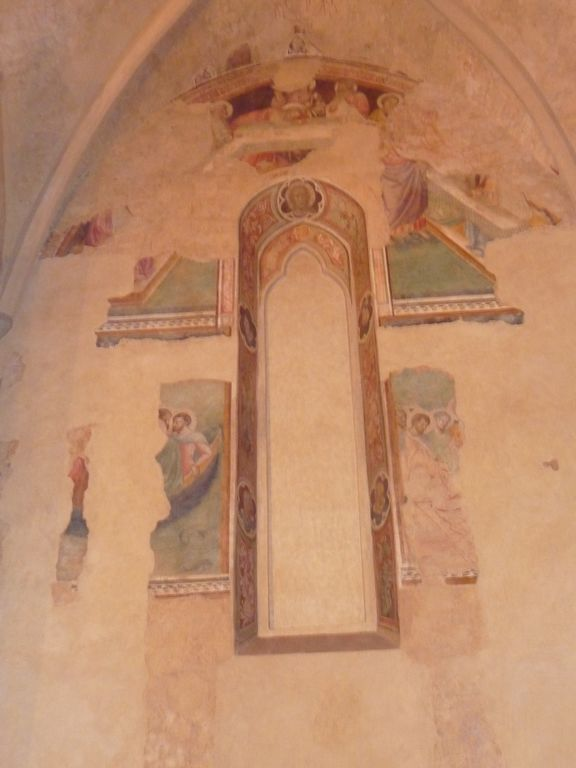
Cappella di Santa Lucia - affreschi
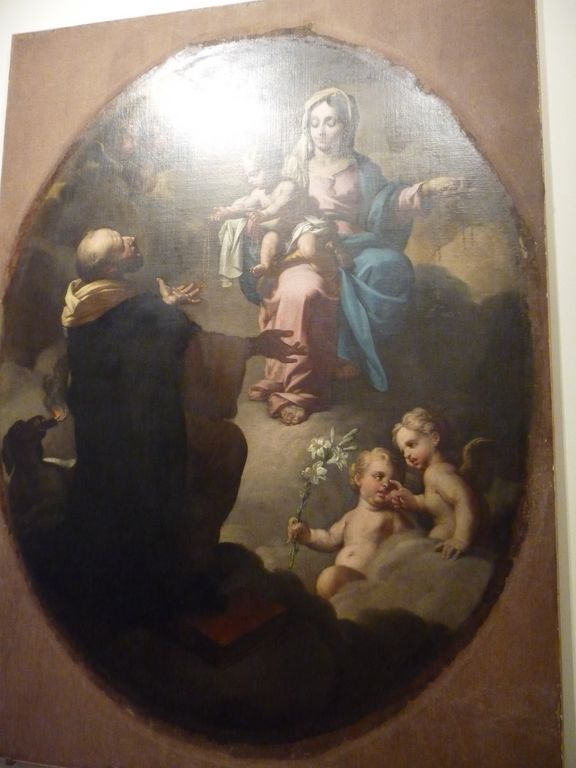
pittura
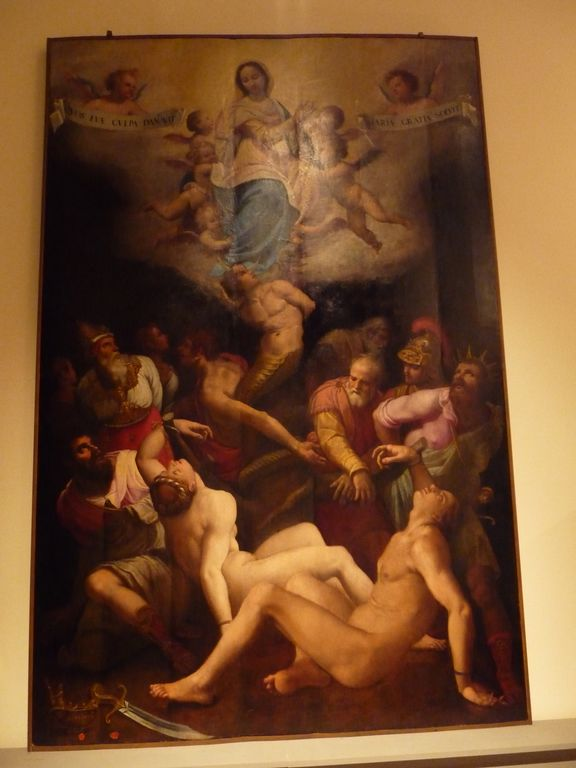
Allegoria della concezione